# Kyoko Nagatsuka
Kyoko Nagatsuka (長塚 京子, Nagatsuka Kyōko, née le 22 février 1974) est une joueuse professionnelle de tennis japonaise. Elle a joué de 1989 à 2001.
1995 reste sa saison la plus remarquable sur le circuit WTA. Elle atteint, cette année-là, le 4e tour à deux reprises en simple dans les tournois du Grand Chelem : à l'Open d'Australie (battant au 2e tour la toute jeune Martina Hingis) et à Roland-Garros. Le 14 août, au bénéfice notamment de ces bons résultats, elle se hisse au 28e rang mondial.
Kyoko Nagatsuka s'est imposée deux fois consécutivement aux Internationaux d'Hobart en double dames, en 1995 et 1996 (respectivement associée à Ai Sugiyama et Yayuk Basuki).

## Palmarès

### Titre en simple dames
Aucun

### Finales en simple dames
| No | Date       | Nom et lieu du tournoi     | Catégorie | Dotation  | Surface    | Vainqueure       | Score    |          |
| -- | ---------- | -------------------------- | --------- | --------- | ---------- | ---------------- | -------- | -------- |
| 1  | 14-02-1994 | Nokia Open, Pékin          | Tier IV   | 100 000 $ | Dur (int.) | Yayuk Basuki     | 6-4, 6-2 | Parcours |
| 2  | 14-11-1994 | P&G Tennis Open, Taïwan    | Tier IV   | 100 000 $ | Dur (ext.) | Wang Shi-Ting    | 6-1, 6-3 | Parcours |
| 3  | 27-02-1995 | Puerto Rico Open, San Juan | Tier III  | 161 250 $ | Dur (ext.) | Joannette Kruger | 7-6, 6-3 | Parcours |

### Titres en double dames
| No | Date       | Nom et lieu du tournoi                | Catégorie | Dotation  | Surface    | Partenaire   | Finalistes                     | Score         |          |
| -- | ---------- | ------------------------------------- | --------- | --------- | ---------- | ------------ | ------------------------------ | ------------- | -------- |
| 1  | 09-01-1995 | Schweppes Tasmanian Int'l Open Hobart | Tier IV   | 107 500 $ | Dur (ext.) | Ai Sugiyama  | Manon Bollegraf Larisa Neiland | 2-6, 6-4, 6-2 | Parcours |
| 2  | 08-01-1996 | Schweppes Tasmanian Int’l Open Hobart | Tier IV   | 107 500 $ | Dur (ext.) | Yayuk Basuki | Kerry-Anne Guse Park Sung-hee  | 7-6, 6-3      | Parcours |

### Finales en double dames
| No | Date       | Nom et lieu du tournoi   | Catégorie | Dotation  | Surface    | Vainqueures                     | Partenaire  | Score         |          |
| -- | ---------- | ------------------------ | --------- | --------- | ---------- | ------------------------------- | ----------- | ------------- | -------- |
| 1  | 05-04-1993 | Suntory Japan Open Tokyo | Tier III  | 150 000 $ | Dur (ext.) | Ei Iida Maya Kidowaki           | Li Fang     | 6-2, 4-6, 6-4 | Parcours |
| 2  | 07-11-1994 | Wismilak Open Surabaya   | Tier IV   | 100 000 $ | Dur (ext.) | Yayuk Basuki Romana Tedjakusuma | Ai Sugiyama | Forfait       | Parcours |
| 3  | 10-04-1995 | Japan Open Tokyo         | Tier III  | 161 250 $ | Dur (ext.) | Miho Saeki Yuka Yoshida         | Ai Sugiyama | 6-7, 6-4, 7-6 | Parcours |

## Parcours en Grand Chelem

### En simple dames
| Année | Open d'Australie | Open d'Australie  | Internationaux de France | Internationaux de France | Wimbledon       | Wimbledon       | US Open         | US Open           |
| 1992  | -                | -                 | -                        | -                        | -               | -               | 1er tour (1/64) | Nicole Provis     |
| 1993  | 1er tour (1/64)  | Tessa Price       | 2e tour (1/32)           | Barbara Rittner          | 1er tour (1/64) | M.J. Fernández  | 2e tour (1/32)  | Nicole Jagerman   |
| 1994  | -                | -                 | 1er tour (1/64)          | Tami Whitlinger          | 1er tour (1/64) | Alexia Dechaume | 2e tour (1/32)  | Wang Shi-Ting     |
| 1995  | 4e tour (1/8)    | Natasha Zvereva   | 4e tour (1/8)            | Gabriela Sabatini        | 2e tour (1/32)  | Yayuk Basuki    | 1er tour (1/64) | Natalia Baudone   |
| 1996  | 1er tour (1/64)  | Elena Likhovtseva | 2e tour (1/32)           | Gala León García         | 1er tour (1/64) | Kimiko Date     | 1er tour (1/64) | Elena Likhovtseva |
| 1997  | 1er tour (1/64)  | Jana Kandarr      | -                        | -                        | -               | -               | -               | -                 |

À droite du résultat, l’ultime adversaire.

### En double dames
| Année | Open d'Australie              | Open d'Australie           | Internationaux de France   | Internationaux de France  | Wimbledon                   | Wimbledon                 | US Open                     | US Open                    |
| 1993  | -                             | -                          | 1er tour (1/32) C. Tanvier | Ann Grossman Patricia Hy  | 1er tour (1/32) Li Fang     | Laura Arraya A. Temesvári | 1er tour (1/32) Yone Kamio  | Jo Durie G. Helgeson       |
| 1994  | 2e tour (1/16) Yone Kamio     | Jana Novotná A. Sánchez    | -                          | -                         | -                           | -                         | 2e tour (1/16) Ai Sugiyama  | Katrina Adams M. Bollegraf |
| 1995  | 2e tour (1/16) Ai Sugiyama    | Elna Reinach Irina Spîrlea | 2e tour (1/16) Ai Sugiyama | K. Boogert N. Jagerman    | 1er tour (1/32) Ai Sugiyama | Åsa Svensson A. Temesvári | 3e tour (1/8) Ai Sugiyama   | Julie Halard N. Tauziat    |
| 1996  | 2e tour (1/16) Ai Sugiyama    | Nicole Arendt M. Bollegraf | 2e tour (1/16) Ai Sugiyama | L. Davenport MJ Fernández | 1er tour (1/32) Ai Sugiyama | C. Martínez P. Tarabini   | 1er tour (1/32) Ai Sugiyama | A. Coetzer Gorrochategui   |
| 1997  | 1er tour (1/32) L. Richterová | M. Hingis N. Zvereva       | -                          | -                         | -                           | -                         | -                           | -                          |

Sous le résultat, la partenaire ; à droite, l’ultime équipe adverse.

### En double mixte
| Année | Open d'Australie | Open d'Australie | Internationaux de France | Internationaux de France | Wimbledon                    | Wimbledon              | US Open | US Open |
| 1996  | -                | -                | -                        | -                        | 1er tour (1/32) Leander Paes | E. Smylie Scott Draper | -       | -       |

Sous le résultat, le partenaire ; à droite, l’ultime équipe adverse.

## Parcours aux Jeux olympiques

### En double dames
| # | Date       | Nom de l'olympiade      | Surface    | Résultat        | Partenaire  | Ultimes adversaires           | Score     |          |
| - | ---------- | ----------------------- | ---------- | --------------- | ----------- | ----------------------------- | --------- | -------- |
| 1 | 23/07/1996 | Summer Olympics Atlanta | Dur (ext.) | 1er tour (1/16) | Ai Sugiyama | Jill Hetherington Patricia Hy | 7-62, 6-1 | Parcours |

## Parcours en Fed Cup
| #                                                                 | Date       | Lieu                | Surface         | Gagnante(s)                       | Perdante(s)                    | Score         |          |
|                                                                   |            |                     |                 |                                   |                                |               |          |
| 1995 - 1/4 de finale (groupe mondial) - Allemagne - Japon - 4 : 1 |            |                     |                 |                                   |                                |               |          |
| 1                                                                 | 22/04/1995 | Fribourg-en-Brisgau | Terre (ext.)    | Anke Huber                        | Kyoko Nagatsuka                | 6-0, 5-7, 6-4 | Parcours |
| 1                                                                 | 22/04/1995 | Fribourg-en-Brisgau | Terre (ext.)    | Meike Babel                       | Kyoko Nagatsuka                | 6-3, 4-6, 6-3 | Parcours |
|                                                                   |            |                     |                 |                                   |                                |               |          |
| 1995 - Barrage (groupe mondial I) - Japon - Canada - 5 : 0        |            |                     |                 |                                   |                                |               |          |
| 2                                                                 | 22/07/1995 | Gifu                | Moquette (int.) | Kyoko Nagatsuka Ai Sugiyama       | Jill Hetherington Rene Simpson | 5-7, 6-3, 6-4 | Parcours |
|                                                                   |            |                     |                 |                                   |                                |               |          |
| 1996 - 1/4 de finale (groupe mondial) - Japon - Allemagne - 3 : 2 |            |                     |                 |                                   |                                |               |          |
| 3                                                                 | 27/04/1996 | Tokyo               | Dur (int.)      | Kyoko Nagatsuka Ai Sugiyama       | Steffi Graf Anke Huber         | 4-6, 6-3, 6-3 | Parcours |
|                                                                   |            |                     |                 |                                   |                                |               |          |
| 1996 - 1/2 finale (groupe mondial) - Japon - États-Unis - 0 : 5   |            |                     |                 |                                   |                                |               |          |
| 4                                                                 | 13/07/1996 | Nagoya              | Moquette (int.) | Lindsay Davenport Linda Wild      | Kyoko Nagatsuka Ai Sugiyama    | 6-2, 6-1      | Parcours |
|                                                                   |            |                     |                 |                                   |                                |               |          |
| 1997 - 1/4 de finale (groupe mondial) - Japon - France - 1 : 4    |            |                     |                 |                                   |                                |               |          |
| 5                                                                 | 01/03/1997 | Tokyo               | Dur (int.)      | Alexandra Fusai Anne-Gaëlle Sidot | Naoko Kijimuta Kyoko Nagatsuka | 7-5, 6-4      | Parcours |

## Classements WTA en fin de saison

### En simple
| Année | 1990 | 1991 | 1992 | 1993 | 1994 | 1995 | 1996 | 1997 | 1998 |
| Rang  | 468  | 297  | 120  | 144  | 75   | 39   | 125  | 143  | 680  |

Source : (en) « Classements de Kyoko Nagatsuka », sur le site officiel du WTA Tour

### En double
| Année | 1990 | 1991 | 1992 | 1993 | 1994 | 1995 | 1996 | 1997 |
| Rang  | 498  | 499  | 268  | 138  | 70   | 40   | 86   | 451  |

Source : (en) « Classements de Kyoko Nagatsuka », sur le site officiel du WTA Tour